# Eela Craig
Eela Craig was een Oostenrijkse rockband, die begin jaren 1970 progressieve rockmuziek combineerde met jazz, klassieke muziek, elektronische muziek en op een lp ook christelijke muziek. De bandnaam heeft verder geen betekenis.

## Bezetting
Oprichters
- Hubert Bognermayr †1999 (piano)
- Willi Orthofer †2010 (zang, saxofoon)
- Harald Zuschrader (gitaar, fluit, saxofoon)
- Gerhard Englisch (basgitaar)
- Horst Waber (drums, percussie, tot 1972)
- Heinz Gerstmair (gitaar, tot 1972)
- Alfred Peschek †2015 (management)

Laatste bezetting
- Hubert Bognermayr †1999 (piano)
- Willi Orthofer †2010 (zang, saxofoon)
- Harald Zuschrader (gitaar, fluit, saxofoon)
- Gerhard Englisch (basgitaar)
- Alfred Peschek †2015 (management)

Voormalige leden
- Hubert Schnauer (1972-1978)
- Fritz Riedelberger (1972-1978)
- Joe Drobar (1972-1978)
- Frank Hueber (1972-1978)
- Alois Janetschko (1972-1978)

## Geschiedenis
De band werd in 1970 in Linz geformeerd. In de zomer van 1971 werd het eerste lp Eela Craig opgenomen in een oplage van 1500 exemplaren, wat critici ertoe bracht het te vergelijken met gevestigde bands als Emerson, Lake & Palmer, King Crimson, Gentle Giant en Colosseum. In 1972 speelde de band met het Zurich Chamber Orchestra op verschillende gezamenlijke optredens, wat resulteerde in verschillende optredens in gerenommeerde operahuizen in Italië, Duitsland en Oostenrijk, wat op dat moment absoluut ongebruikelijk was voor een rockband.
In 1975 werd een contract getekend met Virgin Records en de komende jaren kwamen er meer singles en albums uit, met name van het christelijke conceptalbum Missa Universalis uit 1978. Het is de muzikale uitvoering van een hoogmis (viering van de Heilige Mis), die alle voorgeschreven standaardteksten in het Latijn, Duits, Engels en Frans omvat. De composities lijken op het werk van Anton Bruckner. Muzikaal worden alle elementen van rockmuziek en elektronische muziek gebruikt. De première van dit werk vond plaats op het Bruckner Festival in de stad Linz en riep een overweldigende, positieve media-reactie op.
Tussen 1982 en 1986 was er niets te horen van de band, maar Bognermayr en Zusrader produceerden verdere albums onder de naam Bognermayr/Zusrader op het new age-label Erdenklang, dat Bognermayr in 1980 had opgericht, met een deel ook christelijke inhoud. In 1987 verschenen drie singles onder de naam Eela Craig, die meer aan hedendaagse popmuziek kan worden toegewezen. Het laatste album Hit or Miss werd uitgebracht in 1988.
Op 17 november 1995 kwam de band bijeen voor een uniek live optreden in Linz. Tegelijkertijd publiceerde Hubert Bognermayr de compilatie Symphonic Rock. Voor de 50e verjaardag van de oprichting traden nog steeds actieve oprichters op 5 maart 2020 samen op met het Bruckner Orkest Missa Universalis in het Brucknerhaus.

## Discografie

### Singles
- 1974: Stories / Cheese
- 1979: A Spaceman Came Travelling / Heaven Sales
- 1980: We Found Daddy Hangin' on the Xmastree
- 1981: Mo-bike Jive / Carry on
- 1987: Linz / Fühl mich so...
- 1987: Il Tempo... / Lovers in Love
- 1987: Weihnachtszeit / (Instrumental)
- 1988: Lord’s Prayer / Vaterunser

### Albums
- 1971: Eela Craig
- 1976: One Niter
- 1977: Hats of Glass
- 1978: Missa Universalis
- 1980: Virgin Oiland
- 1988: Hit or Miss
- 1995: Symphonic Rock
- 1995: Missa Universalis
- 1997: Eela Craig
- 2017: Virgin Oiland